# インテル ターボ・ブースト・テクノロジー
インテル ターボ・ブースト・テクノロジー （Intel Turbo Boost Technology） とは、インテルが開発した、プロセッサを自動的に定格の動作周波数より高速で動作させる機能である。Core iシリーズ以降のIntel CoreプロセッサとXeonに搭載されている。略語は、TBT、TB、Turbo Boost、ターボ・ブースト、等が使用されている。本項では以降、Turbo Boostと表記する。

## 概要
CPUにはモデル毎に最大で何ワットの熱を発するかを定めた、熱設計電力（TDP）という数値がある。CPUが自身の発熱で破損しないよう、この数値の熱を排熱できるようコンピュータを設計すべし、という指標だが、スレッド (コンピュータ)を全幅有効活用できない（すなわち、マルチスレッド処理を念頭に置いてコーディングされていない旧来の）プログラムを実行した場合、CPUパッケージ全体で発熱上限まで余裕が残ることがある。Turbo Boostはこのような時に、負荷が集中している特定コア（単数とは限らない）のクロックを上げて性能を稼ごうという機能である。
CPUがマルチコア化したことによって、全コアが同時に最大動作した場合を算出しなければならない総発熱量（およびTDP提示）の物理的上限から、各コアの最大動作クロック（いわゆる定格クロック）は旧来のシングルコアCPUの最大動作クロック（いわゆる定格クロック）から下げざるを得なかった。Turbo Boostはこのデメリットを補填する機能である。よって、マルチスレッドを全幅有効活用できるプログラム（OSおよびアプリケーションプログラム）を実行した場合には恩恵は薄いが、有効のままでも問題が無いことからインテルでは無効にすることを推奨していない。
インテルは逆に動作周波数を落とすことにより省電力で動作させるIntel SpeedStep テクノロジも開発している。多くのCPUでTurbo Boostと同時に搭載されており、アイドリングや低負荷時は動作周波数を落とし、高負荷時に引き上げるという、電力の使用効率を優先した動的な制御が可能となっている。

## Turbo Boostの動作
Turbo Boostでは負荷が高いコアのみ、動作クロックを定格クロック以上に上昇させる。クロック上昇幅はモデル毎、さらには現在高負荷状態のコア数毎に最大値が細かく決まっている。高負荷がかかっているコアが1個の時が上昇幅が最も大きく、高負荷のコアが増えるほど小さくなる。全コア高負荷状態では1コアのみ高負荷の時の最大クロックよりも低いクロックで各コアが動作する。
Linuxの動作中に、IntelCPUのTurbo Boostをオンあるいはオフに切り替える方法が解説されている。

### Intel Turbo Boost Technology
第1世代のCore i シリーズ (Nehalem, Westmere) に搭載されたIntel Turbo Boost Technologyでは、TDP上限を超えないよう制御される。

### Intel Turbo Boost Technology 2.0
Sandy Bridge以降のCore iシリーズに搭載されたIntel Turbo Boost Technology 2.0 では、CPUの温度が動作上限に達しない間の短時間のみTDP上限を超えて動作させ、できるだけ処理能力を稼ぐよう改良されている。

### Intel Turbo Boost Max Technology 3.0
Broadwell-E以降のハイエンドモデルに搭載された機能。Intel Turbo Boost Technology 2.0の場合、稼働するコア数が増えるとクロックの上限が下がるが、Intel Turbo Boost Max Technology 3.0では全コアに負荷をかけても（特定の1コアだけは）公式スペックの上限値まで上がる。つまり、全コア稼働時でも1コアだけ他のコアよりもさらに高クロックで動作をさせることが出来る。

### Intel Thermal Velocity Boost
Comet Lake以降のハイエンドモデルに搭載された機能。温度と電力に余裕がある状況であれば、単一/全コア動作時のクロック上限を超える駆動が可能。

### Intel Adaptive Boost Technology
Rocket Lake以降のハイエンドモデルに搭載された機能。過半数のコアがアクティブな場合に、全コアを高クロックで稼働させる。

## オーバークロックとの違い
オーバークロックはTurbo Boostの動作範囲以上にクロックを上げる行為を指し、原則メーカー保証が受けられなくなる。一方Turbo BoostはCPUに備わった機能でありメーカー保証範囲内の動作である。